# Polícoro
Um polícoro é um objeto quadridimensional. Assim como os polígonos (bidimensionais) e os poliedros (tridimensionais), também são polítopos

## polícoros
| Imagem | Nome(s)                                         | Número de células | contraparte tridimensional |
| ------ | ----------------------------------------------- | ----------------- | -------------------------- |
|        | Pentácoro                                       | 5                 | Tetraedro                  |
|        | Tesserato, Hipercubo de 4 dimensões ou octácoro | 8                 | Cubo                       |
|        | Hexadecácoro                                    | 16                | Tetraedro                  |
|        | Icositetrácoro ou Hiperdiamante                 | 24                | Octaedro                   |
|        | Hecatonicosácoro                                | 120               | Dodecaedro                 |
|        | hexicosácoro                                    | 600               | Tetraedro                  |

Não é possível criar polícoros regulares com icosaedros, por isso uma contraparte quadridimensional do Icosaedro, teria que ser irregular.

## Esferas
Também existem esferas na 4ª dimensão. A esfera de 2 dimensões é o círculo. A esfera de 3 dimensões é a esfera. A esfera de 4 dimensões é chamada de 3-esfera, ou esfera tridimensional, na qual o toro de clifford é um subconjunto. O Toro de Clifford também é um objeto quadridimensional.

Projeção de um toro de Clifford em simples rotação.